# مارتن باتريك دوركين
مارتن باتريك دوركين (بالإنجليزية: Martin Patrick Durkin)‏ هو سياسي أمريكي، ولد في 18 مارس 1894 في شيكاغو في الولايات المتحدة، وتوفي في 13 نوفمبر 1955 في واشنطن العاصمة في الولايات المتحدة. حزبياً، نشط في الحزب الديمقراطي. وقد انتخب وزير العمل الأمريكي (21 يناير 1953 – 10 سبتمبر 1953).